# Andrew A. Michta
Andrew Alexander Michta (ur. 4 kwietnia 1956) –  amerykański politolog polskiego pochodzenia.

## Wykształcenie i kariera zawodowa
Doktorat z zakresu stosunków międzynarodowych obronił w School of Advanced International Studies (SAIS). W latach 1988–2015 był zatrudniony w Rhodes College. Był dziekanem College of International and Security Studies at the George C. Marshall European Center for Security Studies w Niemczech.

## Publikacje
- Red Eagle: the army in Polish politics 1944-1988, Stanford, Calif. – Hoover Institution Press 1990.
- East Central Europe after the Warsaw Pact: security dilemmas in the 1990s, forew. by Vojtech Mastny, New York – Greenwood Press 1992.
- Postcommunist Eastern Europe : crisis and reform, ed. by Andrew A. Michta and Ilya Prizel, New York – St. Martin's Press in assoc. with the Johns Hopkins Foreign Policy Inst. 1992.
- Polish foreign policy reconsidered: challenges of independence, ed. by Ilya Prizel and Andrew A. Michta, New York: St. Martin's Press 1995.
- The soldier-citizen: the politics of the Polish Army after communism, Houndmills, Basingstoke – London: MacMillan 1997.
- America's new allies : Poland, Hungary and the Czech Republic in NATO, ed. by Andrew A. Michta, Seattle – London: University of Washington Press 2000.

### Publikacje w języku polskim
- Transatlantyk, „Wprost” 1999, nr 47, s. 90-91.
- Chłodna wojna: korespondencja z Waszyngtonu, rozm. przepr. Tadeusz Zachurski, „Wprost” 2001, nr 2, s. 19-20.
- Nowy realizm, „Wprost” 2001, nr 11, s. 102-103.
- Ocean niespokojny, „Wprost” 2001, nr 31, s. 84-85.
- Polityka zagraniczna Stanów Zjednoczonych w wyborach prezydenckich 2004 roku: argumenty czy osobowości?, tł. Hanna Markiewicz, „Sprawy Międzynarodowe” 57 (2004), nr 3, s. 26-36.
- Czas zawodowców: reforma wojska, „Newsweek Polska” 2006, nr 30, s. 33.
- Nie dać się zepchnąć na peryferia Europy, „Rzeczpospolita” 18 I 2010, nr 14, s. A15.
- Ameryka czeka na Europe, rozm. przepr. Bartosz T. Wieliński, „Gazeta Wyborcza” 28 III 2011, nr 72, s. 12.
- Czy NATO przetrwa do 2014 roku?, „Rzeczpospolita” 6 VI 2011, nr 129, s. P6-P7.
- Europa w polityce bezpieczeństwa Stanów Zjednoczonych, „Zeszyty Naukowe – Akademia Obrony Narodowej” 2011, nr 4, s. 7-12.
- Prezydent, który zakończy wojny w Iraku i Afganistanie, „Rzeczpospolita” 9 XI 2012, nr 262, s. A15.
- Zanim bezpieczeństwo Polski osłabnie, „Rzeczpospolita” 16 IV 2012, nr 89, s. A17.
- Konserwy zamiast karabinów, rozm. przepr. Piotr Falkowski, „Nasz Dziennik” 2014, nr 87, s. 6.
- NATO po 2014 roku – jakie priorytety?, „Bezpieczeństwo Narodowe” 2014, nr 1, s. 117-130.
- Putin prowadzi wojnę, od tego nie da się uciec, rozm. przepr. Paweł Wroński, „Gazeta Wyborcza” 2014, nr 208, s. 3.
- Wciąż krok za Putinem, rozm. przepr. Jacek Pawlicki, „Newsweek Polska” 2015, nr 6, s. 54-57.

## Odznaczenia
- Krzyż Kawalerski Orderu Zasługi RP – 2013[1][2]
- Złoty Medal Wojska Polskiego – 2013[3]